# بيل ستريكلاند (كاتب)
بيل ستريكلاند (بالإنجليزية: Bill Strickland)‏ هو كاتب أمريكي، ولد في 25 أغسطس 1947 في بيتسبرغ في الولايات المتحدة.

## وصلات خارجية
- الموقع الرسمي
- بيل ستريكلاند على موقع IMDb (الإنجليزية)